# Rodolfo IV da Áustria
Rudolfo IV, o Fundador (Viena, 1 de novembro de 1339 — Milão, 27 de julho de 1365) foi um membro da Casa de Habsburgo e duque da Áustria, entre 1358 e 1365.

## Biografia
Foi o filho primogénito de Alberto II e Joana de Pfirt. Era a terceira geração de duques de Habsburgo na Áustria, mas ele foi o primeiro a nascer na própria Áustria. Por isso, ele considerava a Áustria a sua pátria, um sentimento que contribuiu para a sua popularização.
Foi um dos líderes mais activos da Áustria, a finais da Idade Média. Casou com Catarina da Boémia, filha do imperador Carlos IV. Ansioso por competir com o seu sogro, Rodolfo queria elevar culturalmente a importância de Viena a uma altura maior ou, pelo menos, comparável.